# St. Martin (Bamberg)

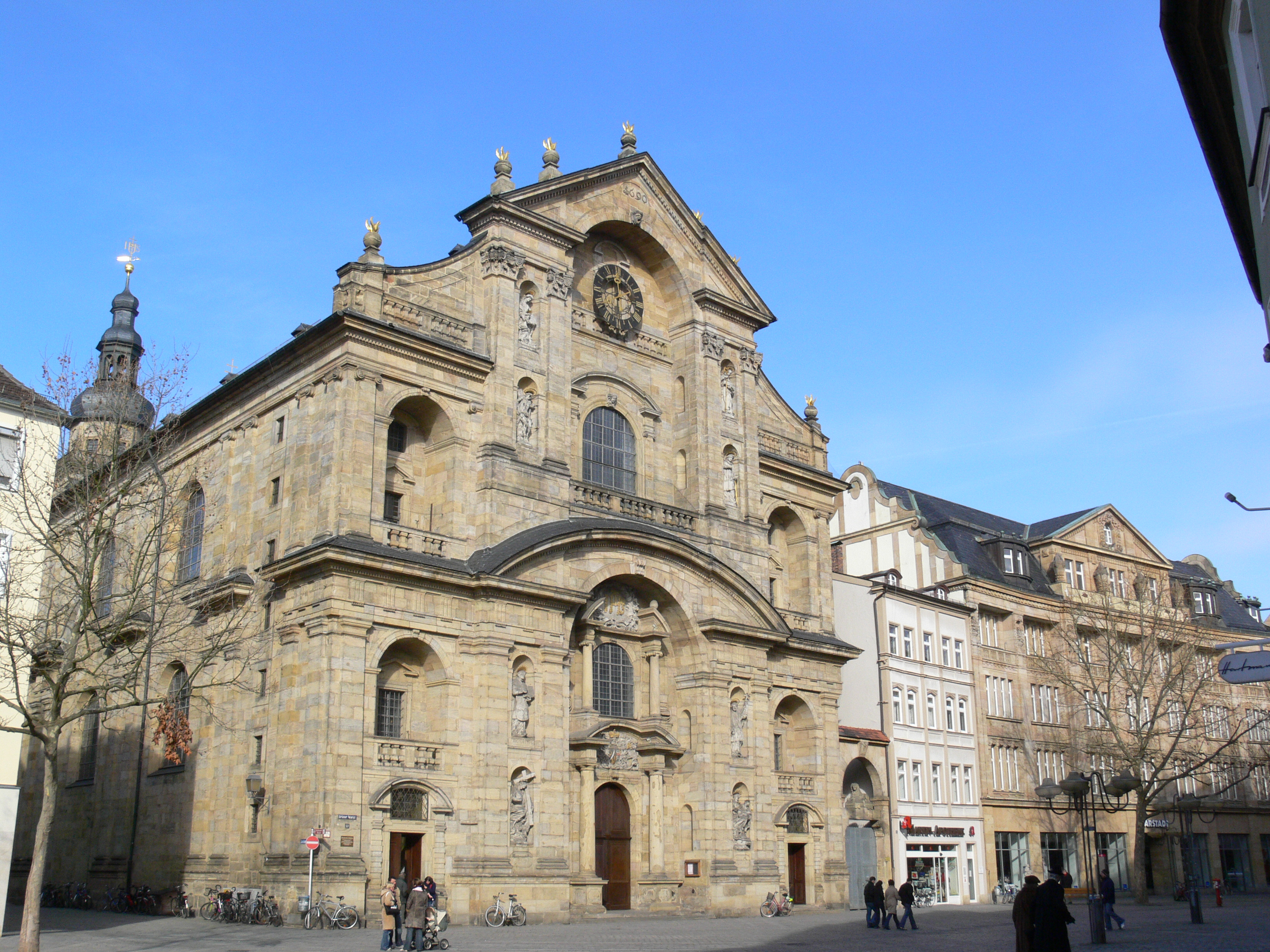
Martinskirche

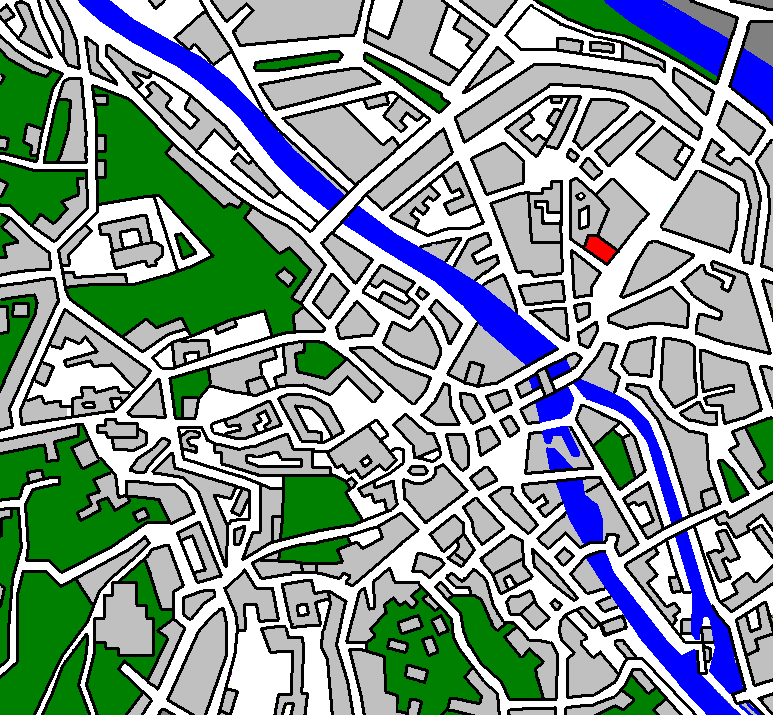
Lage in der Bamberger Altstadt

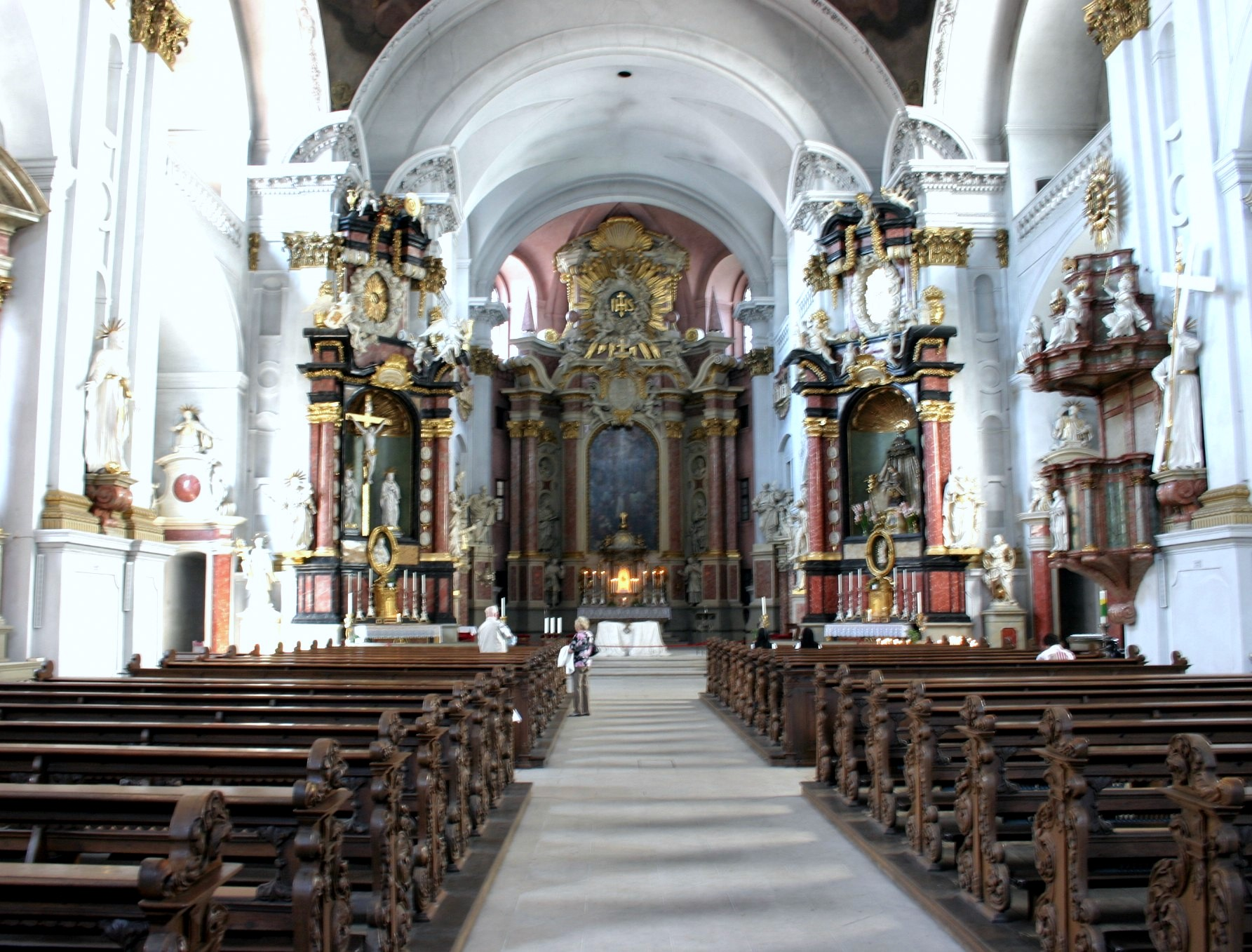
Innenansicht

Die Martinskirche in Bamberg ist eine dem heiligen Martin gewidmete römisch-katholische Pfarrkirche im Zentrum der Stadt.

## Geschichte
Auf dem Areal der heutigen St.-Martins-Kirche befand sich ab 1248 das Kloster in der Au des Karmelitenordens mit seiner Klosterkirche St. Laurentius. Im Jahr 1589 wurde dieser Platz im Tauschwege dem Priesterseminar des Bistums Bamberg überlassen. Der Karmelitenorden zog in das seit 1548 leerstehende ehemalige Zisterzienserinnenkloster St. Maria und St. Theodor am Kaulberg. Dieses Kloster besteht noch.
Nach der Berufung der Jesuiten und ihrem Einzug im Jahr 1611 übernahmen diese das frühere Karmelitenkloster. Nach Erwerb mehrerer Immobilien am Markt wurde die geostete Kirche des ehemaligen Karmelitenklosters abgebrochen und 1686 der Bau einer neuen Kirche begonnen. Der Chor der jetzigen Kirche ist gewestet und befindet sich ungefähr an der Stelle des Chors der geosteten Karmelitenkirche. Baumeister waren die Brüder Georg und Leonhard Dientzenhofer. Georg Dientzenhofer wurde dafür aus Prag geholt. Nach Georgs Tod übernahm sein Bruder Leonhard die Bauleitung.

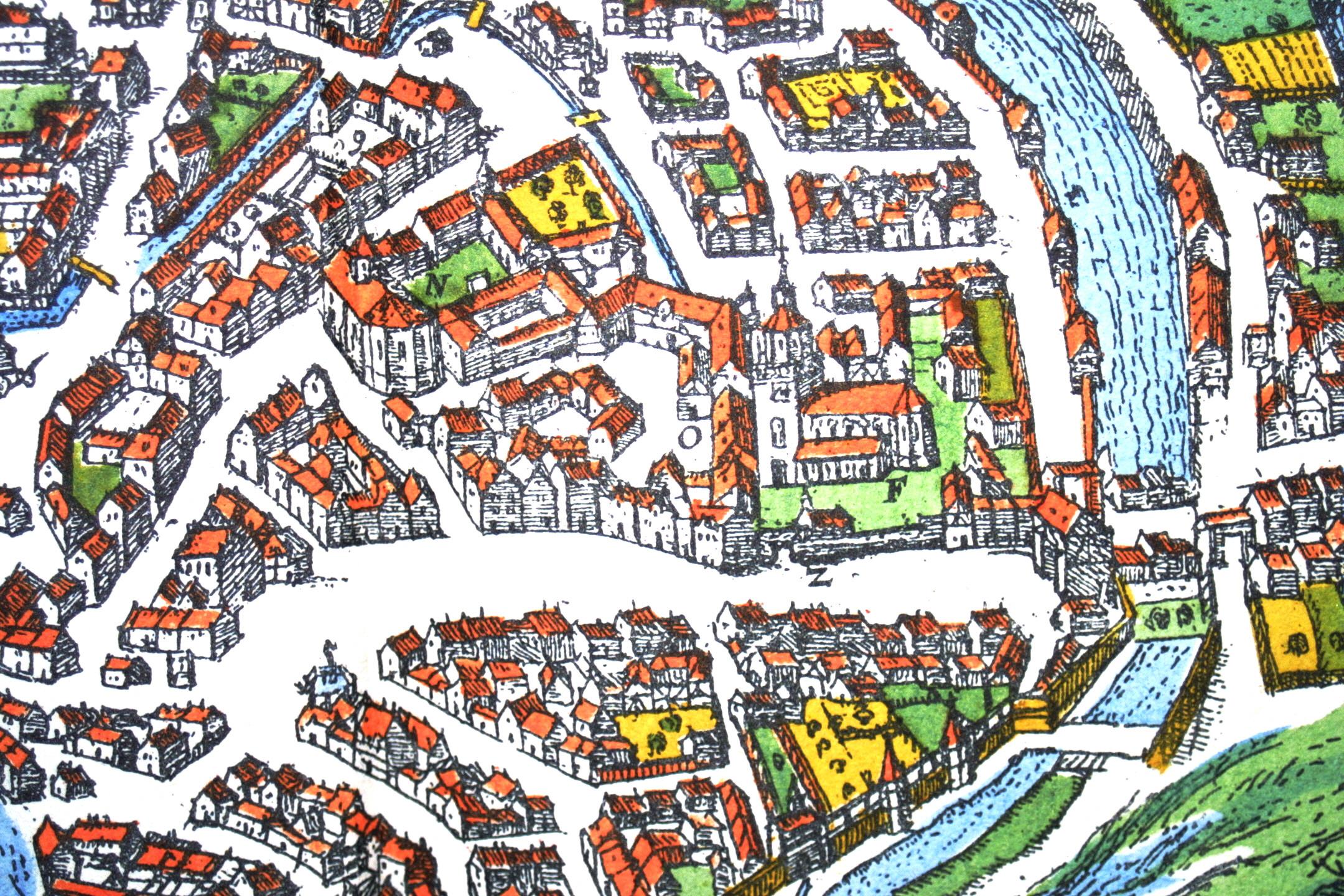
Jesuitenkolleg in einer Darstellung von Georg Braun und Franz Hogenberg

Innerhalb von sieben Jahren wurde der Riesenbau fertiggestellt. Mit ihm begann die Dientzenhofer-Ära des fränkischen Barocks, zu dem z. B. die Neue Residenz, die Klöster Banz, Ebrach und Michelsberg, Schloss Pommersfelden und viele weitere Bauten gehören. Im Jahr 1693 wurde die Kirche Zum Namen Jesu geweiht. Mit der Vollendung des Kirchturms im Jahr 1696 wurde gleichzeitig der Grundstein für das Jesuitenkolleg gelegt.
Nach der Säkularisation 1804 wurde die Jesuitenkirche zur Pfarrkirche, bekam das Patronat der abgerissenen Kirche St. Martin, die auf dem heutigen Maxplatz stand, und sie ist seitdem die Pfarrkirche der unteren Stadt.
Aufgrund aufgetretener Bauschäden wurde die Kirche 2012 kurzzeitig geschlossen und ab Herbst 2013 saniert. Die offizielle Wiedereröffnung erfolgte am 6. November 2016 durch Erzbischof Ludwig Schick.

## Architektur
Die Ostfassade der Martinskirche ist zweigeschossig mit einem Risalitgiebel und den Fassadenfiguren Jesus, Sebastian, Maria und Laurentius und hat als Vorbild die Mutterkirche der Jesuiten Il Gesù zu Rom. Deutlich wird dies an folgenden Bildern.

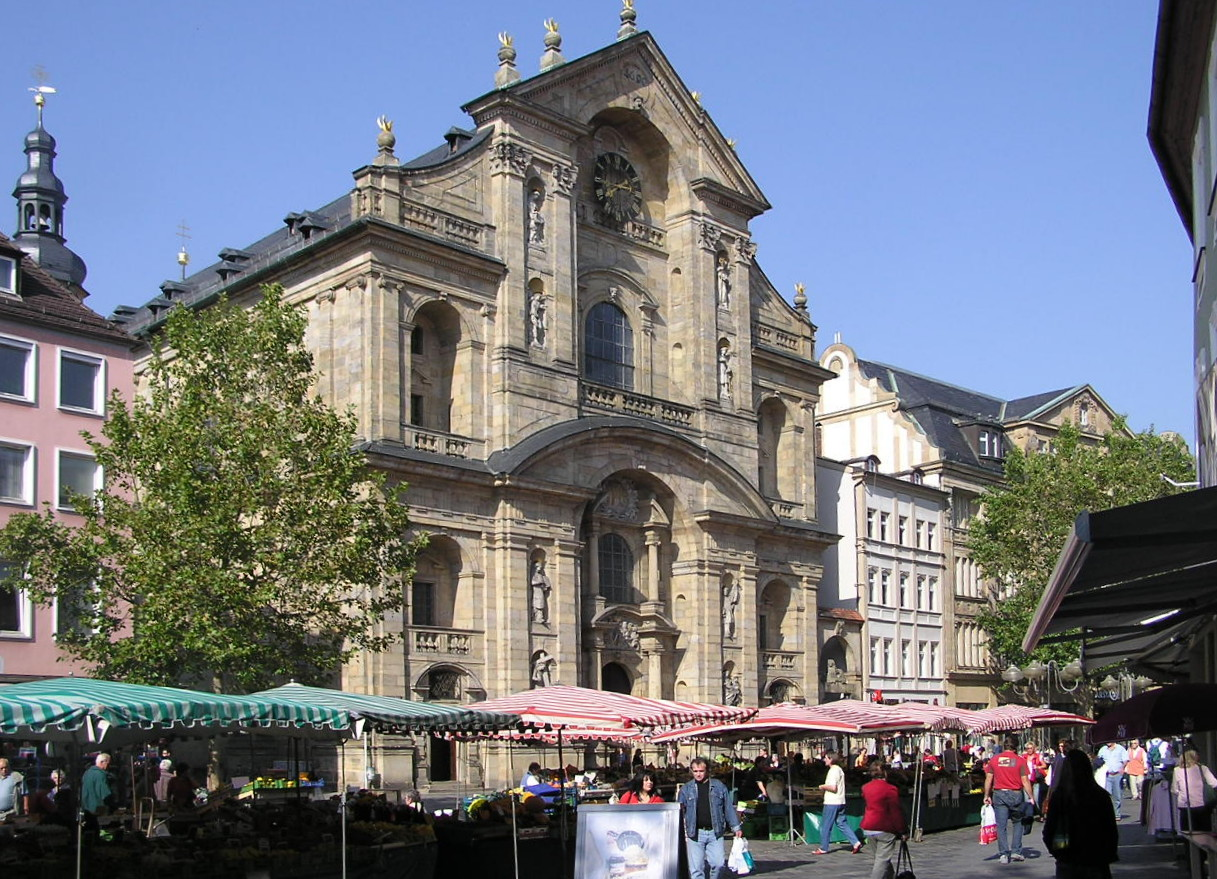
Fassade der Martinskirche am Grünen Markt
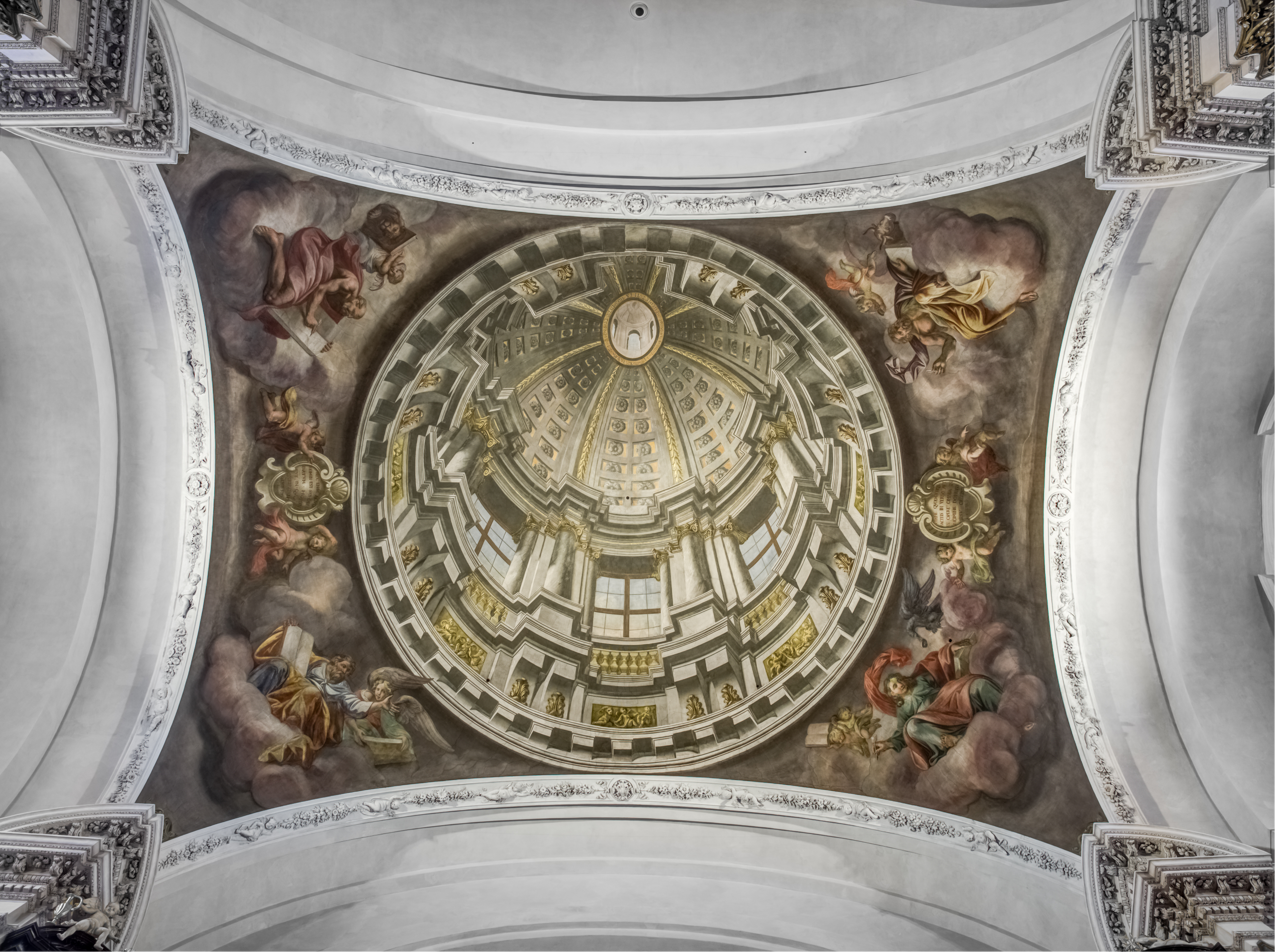
Detail Scheinkuppel von Francesco Marchini 1716
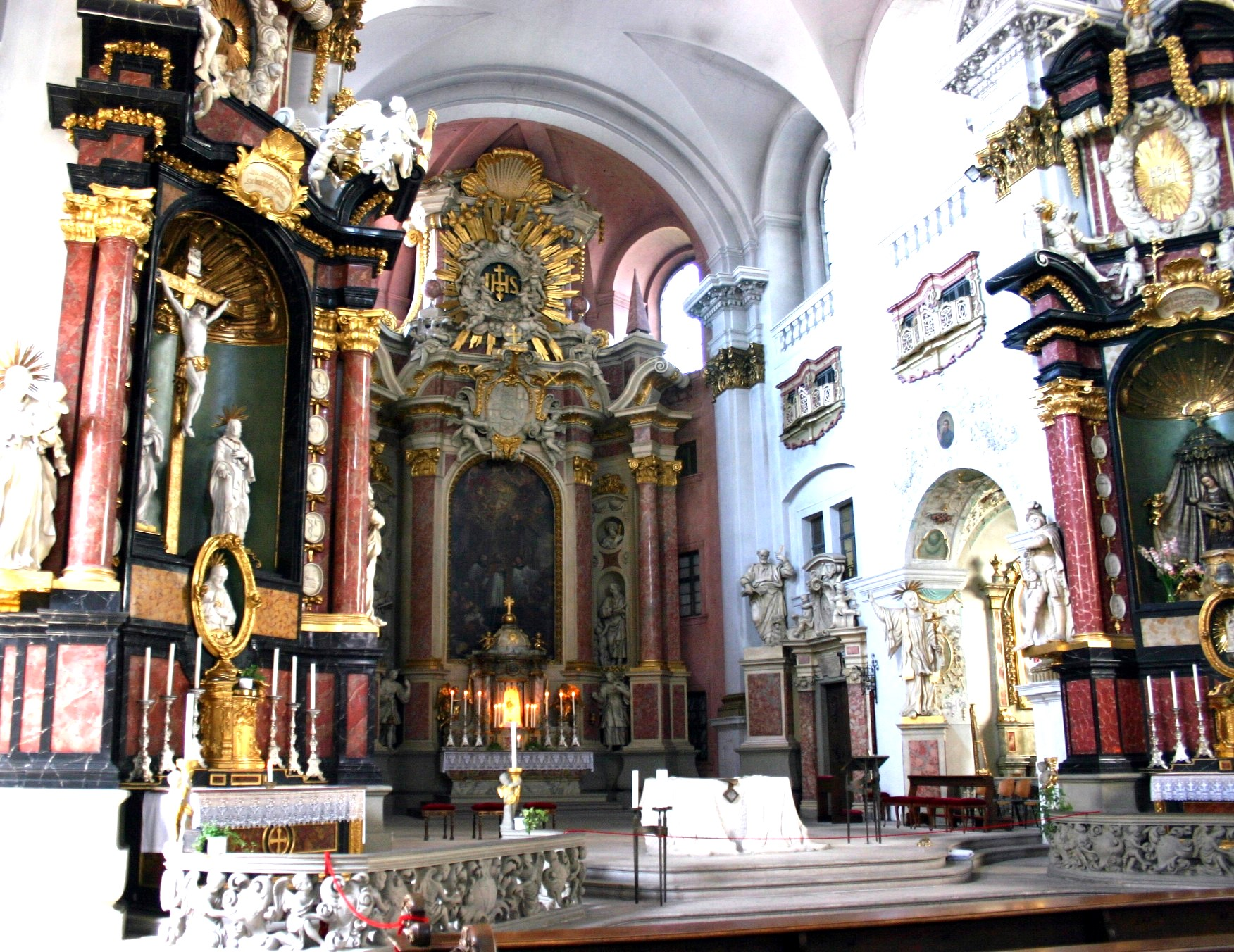
Innenansicht der Bamberger Kirche
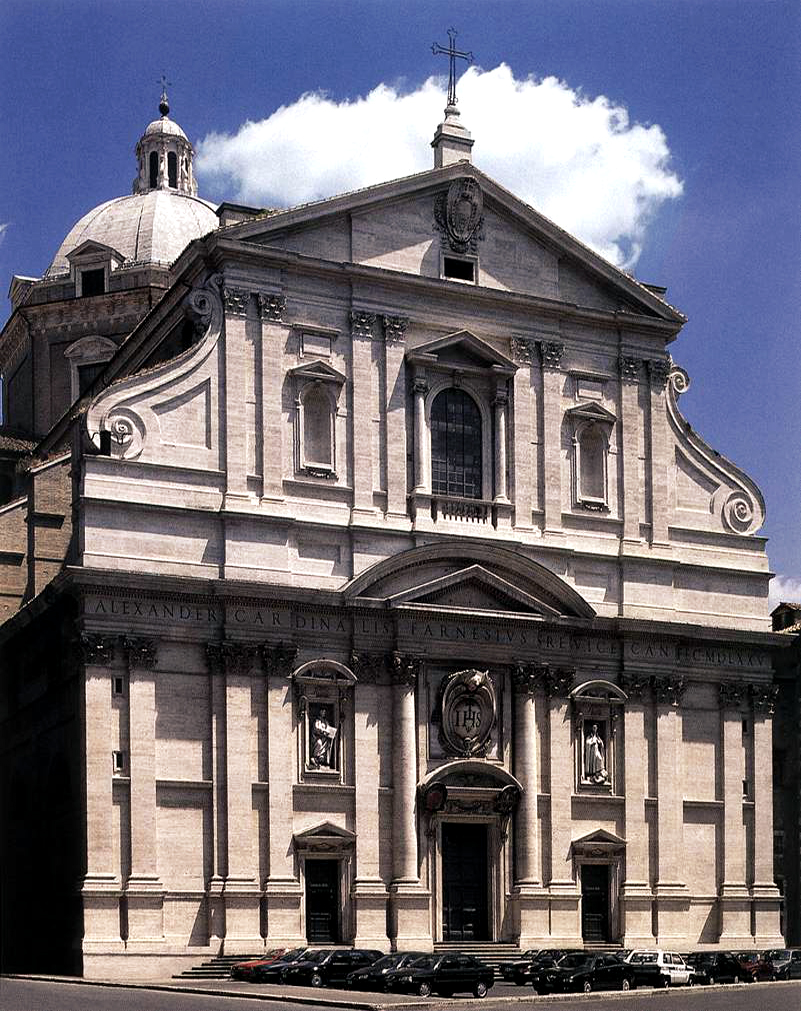
Vorbild Il Gesù in Rom

Auch die Position des Turms im Chorscheitel ist ein charakteristisches Merkmal des jesuitischen Kirchenbaus.

## Das Innere
Die Seitenkapellen des Altarraumes sind mit Gemälden von Oswald Onghers ausgestattet, die die Ordensheiligen Ignatius von Loyola und Franz Xaver zeigen. Besonders sehenswert ist die Scheinkuppel von Giovanni Francesco Marchini nach Plänen Andrea Pozzos über dem Vorraum des Chors.
Am Marienaltar rechts vom Chor befindet sich eine Pietà, die aus der Liebfrauenkapelle in Widdern stammt und 1617 nach Bamberg kam. Die Statue war schon in Widdern Ziel von Wallfahrten und wurde ab 1625 noch im Vorgängerbau der heutigen Martinskirche, der alten St.-Martins-Kirche, verehrt.

### Orgel
Die Orgel wurde 1894 von G. F. Steinmeyer (Oettingen) mit 38 Registern auf mechanischen Kegelladen (mit Barkermaschinen) und pneumatischer Registertraktur gebaut. 1934 ersetzte die Orgelbaufirma die Trakturen durch elektropneumatische und erweiterte das Instrument um ein Schwellwerk. Die Disposition wurde im Sinne der Orgelbewegung leicht umgestaltet. 1938 wurde das Instrument erneut von der Orgelbaufirma Hindelang, Ebenhofen, erweitert.
In den Jahren 1999 bis 2000 wurde das Instrument durch die Orgelbaufirma Hermann Eule (Bautzen) umfassend restauriert und in den Zustand von 1894 zurückversetzt. Das historische Pfeifenmaterial ist weitgehend vorhanden. Es mussten nur sechs Register rekonstruiert werden. Die Kegelladen werden mechanisch angespielt. Die Tontrakturen werden durch rekonstruierte Barkermaschinen unterstützt. Der freistehende Spieltisch nach dem Vorbild Steinmeyers und der Orgelprospekt wurden ebenfalls rekonstruiert. Das Instrument ist jetzt mit einer elektronischen Setzeranlage ausgestattet.
| I. Manual C–f3 |                 |             |
| 01.            | Principal       | 16′ (E)     |
| 02.            | Bordun          | 16′         |
| 03.            | Principal       | 08′         |
| 04.            | Gemshorn        | 08′         |
| 05.            | Tibia           | 08′         |
| 06.            | Gedeckt         | 08′         |
| 07.            | Viola di Gamba  | 08′         |
| 08.            | Salicional      | 08′         |
| 09.            | Quintflöte      | 05 1⁄3′ (E) |
| 10.            | Octave          | 04′         |
| 11.            | Rohrflöte       | 04′         |
| 12.            | Dolce           | 04′         |
| 13.            | Nassat          | 02 ⁄3′      |
| 14.            | Octav           | 02′         |
| 15.            | Mixtur 5fach    | 04′ (E)     |
| 16.            | Cornett 3-5fach | 08'         |
| 17             | Trompete        | 08′         |

| II. Manual C–f3 |                   |           |
| 18.             | Stillgedeckt      | 16′       |
| 19.             | Geigenprincipal 0 | 08′       |
| 20.             | Bourdonflöte      | 08′       |
| 21.             | Lieblich Gedeckt  | 08′       |
| 22.             | Aeoline           | 08′ (E)   |
| 23.             | Dolce             | 08′       |
| 24.             | Principal         | 04′       |
| 25.             | Fugara            | 04′       |
| 26.             | Traversflöte      | 04′ (E)   |
| 27.             | Flautino          | 02′       |
| 28.             | Mixtur 3fach      | 2 ⁄3′ (E) |
| 29.             | Clarinett         | 08′       |

| Pedal C–f1 |               |         |
| 30.        | Principalbass | 16′     |
| 31.        | Violon        | 16′     |
| 32.        | Subbass       | 16′     |
| 33.        | Gedecktbass   | 16′     |
| 34.        | Quintbass     | 10 2⁄3′ |
| 35.        | Octavbass     | 08′     |
| 36.        | Violoncello   | 08′     |
| 37.        | Flötenbass    | 04′     |
| 38.        | Posaune       | 16′     |

- Koppeln: II/I, I/P, II/P

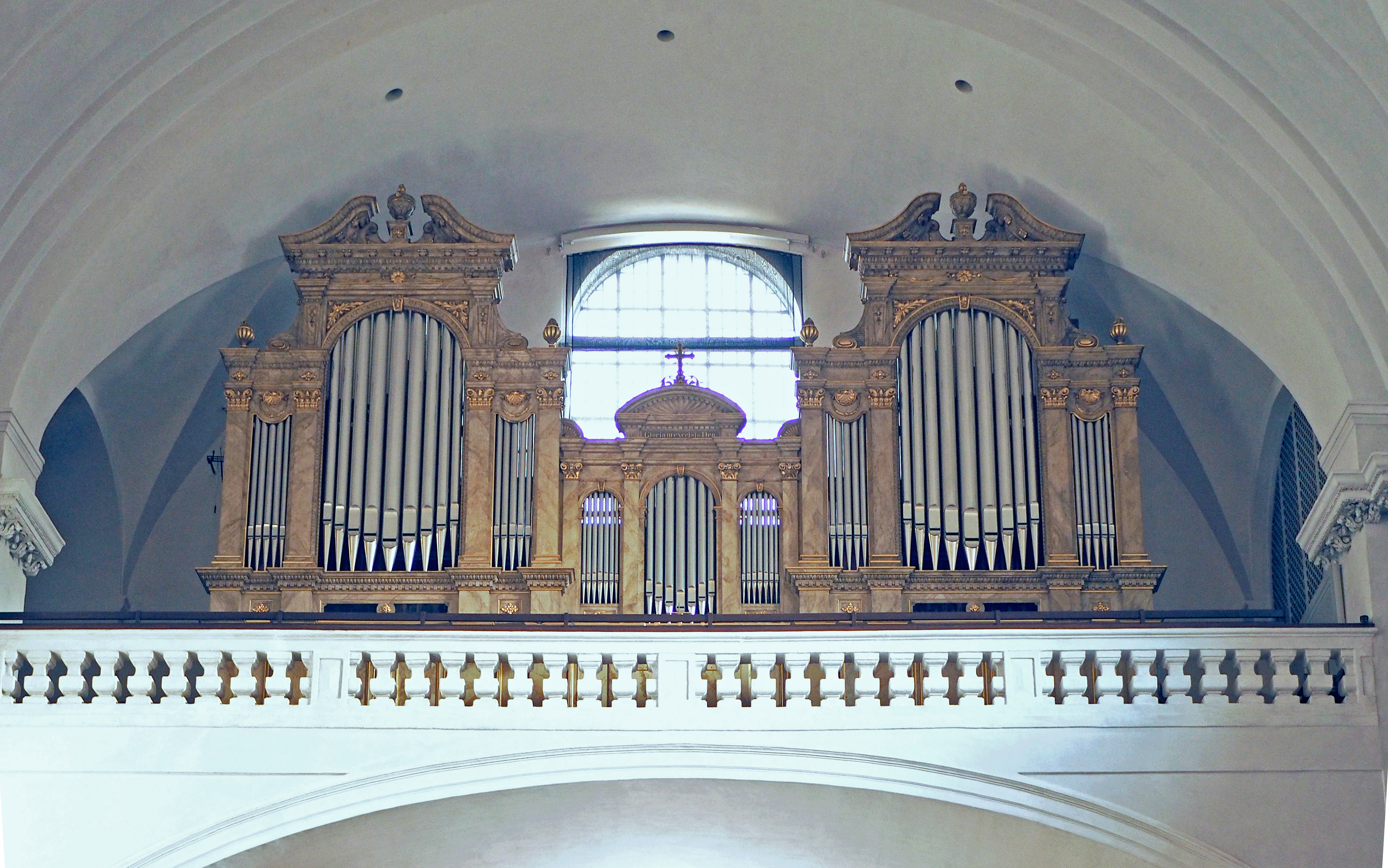
Steinmeyer-Orgel von 1894

- Spielhilfen: 5 Kollektivtritte als feste Kombinationen, elektronische Setzeranlage

(E) = (teilweise) rekonstruiertes Register (2000)

### Glocken

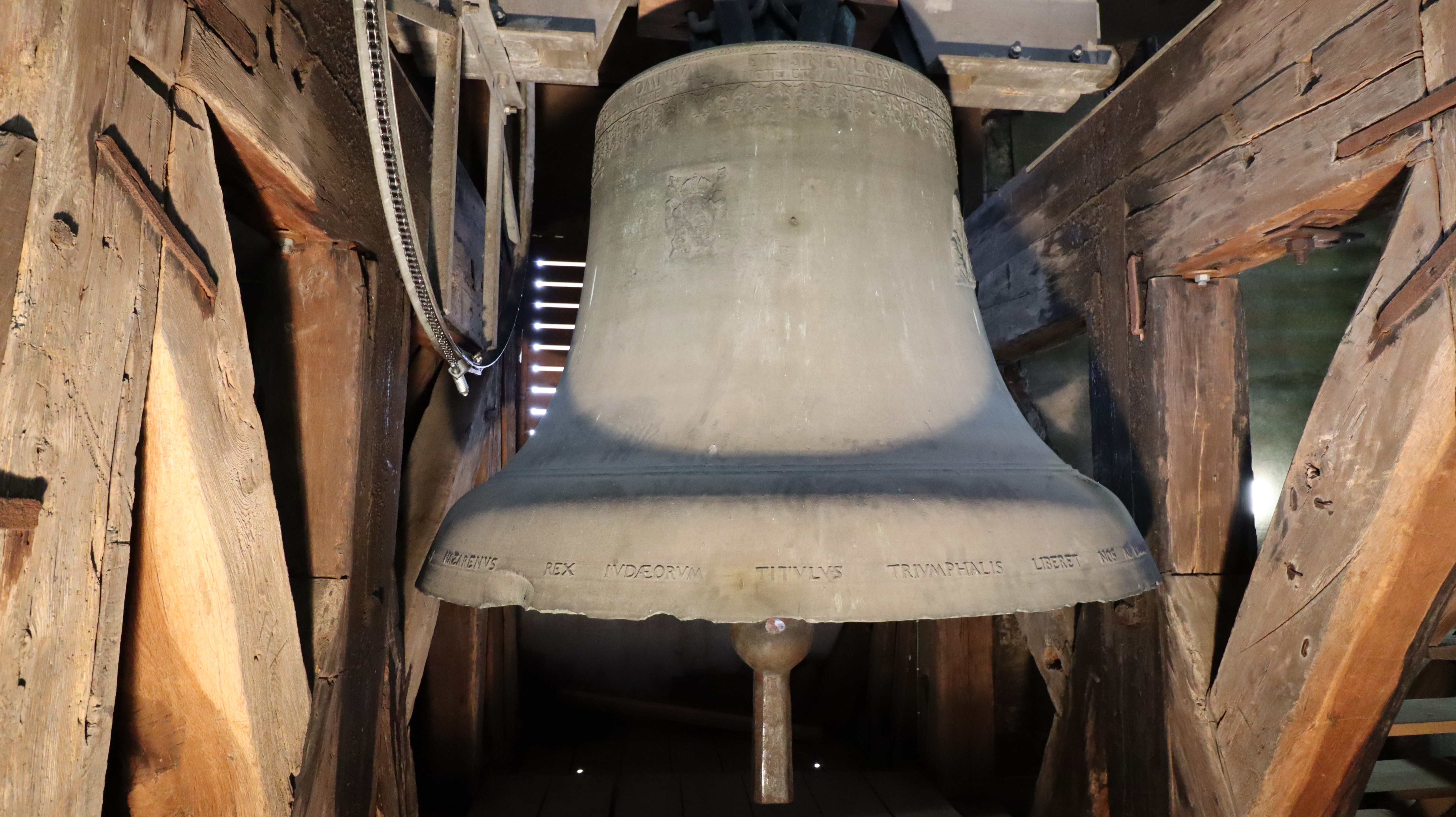
Die größte Glocke in Sankt Martin

Im 1696 vollendeten 55 m hohen Glockenturm befindet sich ein historisches Geläute, bestehend aus den fünf läutbaren Glocken mit der Schlagtonfolge h0–c1–e1–gis1–h1, die das Plenum bilden, sowie einer nicht mehr läutbaren Glocke, die sich in der Turmlaterne befindet. Die zweite und die dritte Glocke stammt von Hans (Johann) Conrad Roth, Vorchem (Forchheim).

### Krypta
Am Kanzelaufgang links befindet sich der Zugang zur Krypta, in der in Schiebegräbern  Jesuitenpatres bestattet sind.
Unter der Krypta befindet sich ein nicht zugänglicher Raum, abgeschlossen durch einen Sandsteindeckel; darin wurden die Gebeine aus den Gräbern, die geleert werden mussten, beigesetzt.

## Geistliche an dieser Kirche
- Nikolaus Haas, Pfarrer, Historiker, Verfasser von Beiträgen zur Geschichte Bambergs und seines Umlandes
- Lorenz Hopfenmüller wurde am 1. Oktober 1867 mit der vierten Kaplanstelle belegt. Bekannt wurde er als Kulturkämpfer und Indienmissionar.